# 미에리두린
미에리두린(학명: Mieridduryn bonniae 미에리두린 보니아이[*])는 공하강 절지동물에 속하는 미에리두린의 유일한 종으로 오르도비스기 중기에 출현해 현재의 영국에 서식했다. 이 동물은 웨일스의 한 군에 위치해 있는 버지스 셰일형의 라거슈타테인 캐슬 뱅크(Castle Bank)에서 발견된 단 한 점의 화석 표본을 바탕으로 2022년에 기재되었다. 미에리두린의 분류적 특성은 다소 불명확하나 몇가지 가설들이 있다. 하나는 이 동물이 캄브리아기의 오파비니아과에서 비슷한 특징들을 가진 채 진화한 절지동물 줄기군~진절지동물의 새로운 지위에 해당하는 것이다. 다른 하나는 수렴진화이되 방사치류에서 보듯이 상동이 아니며 마지막까지 생존한 오파비니아류일 것이라는 점이다.

## 연구사 및 학명의 뜻
미에리두린의 한 표본은 캐슬 뱅크(Castle Bank)에서 발견되었으며 2022년에 기재되었다. 원래 원래 이 지역에 대한 주요 연구는 해면 화석에 초점을 맞췄지만, 나중에는 동물군 중 절지동물 부분에 더 많은 연구가 집중되기 시작했다. 화석은 랜드린도드웰스 근처 사유지에 있는 채석장에서 채굴되었다. 특정 채석장은 더 큰 길워른 화산층(Gilwern Volcanic Formation)의 일부이며, 발견된 필석은 이 장소를 오르도비스기 중기의 다리윌절로 연대를 측정했다.
속명 Mierdduryn은 'mieri'와 'duryn'을 합친 혼성어로 웨일스어로 '나무딸기 주둥이'(Bramble snout)를 뜻한다. 종소명 'bonniae'는 이 발굴 현장 소유주의 조카인 보니 두엘(Bonnie Douel)의 이름을 따서 명명되었다. 두엘의 가족은 화석 현장에서 생물군이 발견된 후 그 곳의 연구를 강력히 지지했다.

## 특징

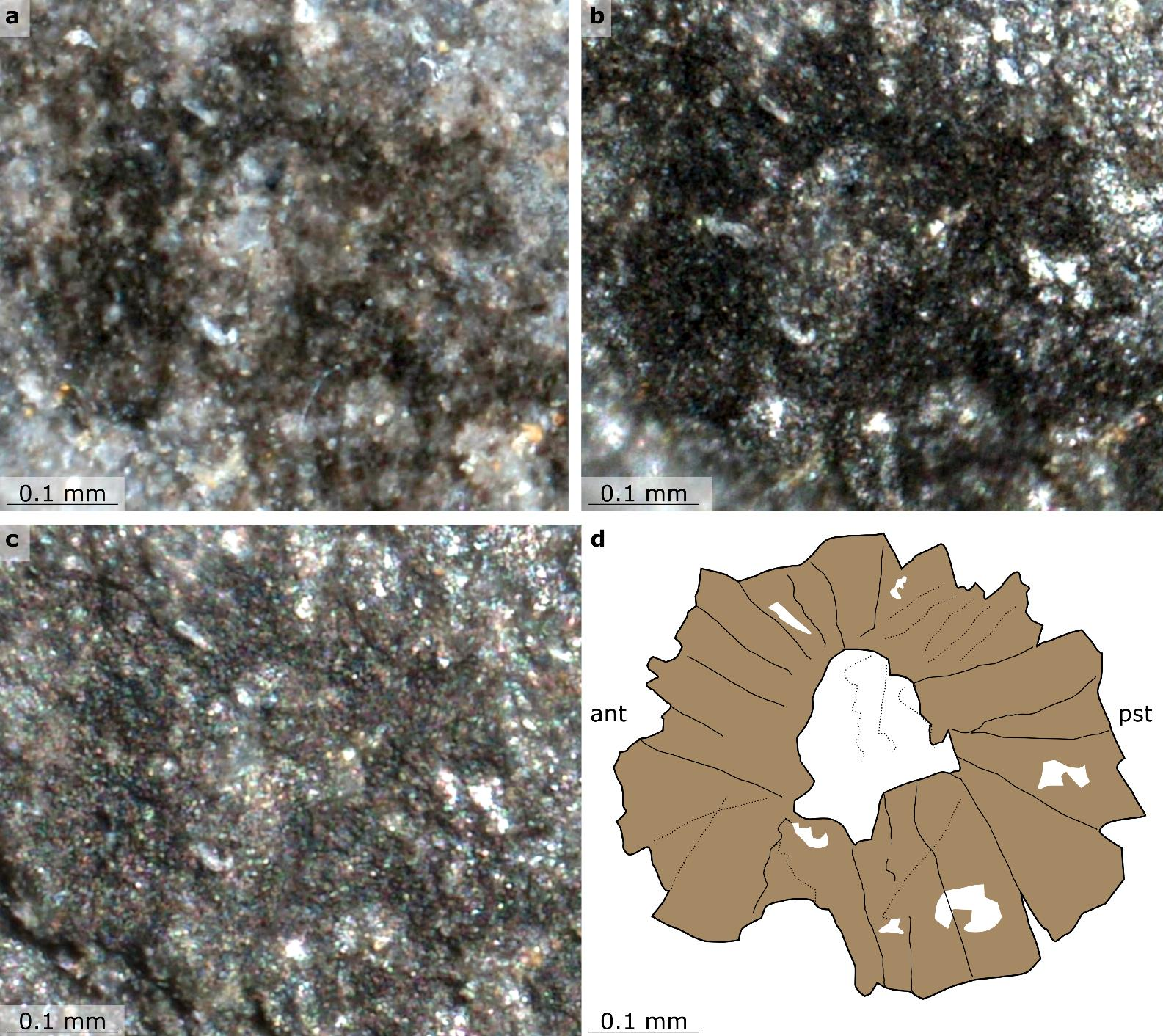
구주(口锥)

미에리두린은 사방사형 구기, 펄럭이는 몸통 부속지들, 엽족 형태의 다리 등 공하강의 특징에서 많은 요소들을 공유한다. 표본의 길이는 화석의 등쪽 가장자리에서 약 13mm이다. 머리에는 머리에는 윗부분에 가느다란 가시가 있는 융합된 주둥이가 달리며, 발톱 같은 부속물도 가지고 있었을 가능성이 있다. 머리 꼭대기에는 원형의 등 경판이 있다. 구주라고도 부르는 입은 길이가 0.4mm이며 몇 개의 약간 경화된 판이 보존되어 있다. 몸통은 두 종류의 부속지가 달리는데 엽족 형태의 다리와 배측면의 지느러미가 그것들이다. 이것들은 먼저 오파비니아류와 방사치류에서만 밝혀진 특징들이기 때문에 중요해 미에리두린을 새로운 속으로 명명하는 데 도움이 되었다.

## 분류
미에리두린에 대해 두 가지 주요 분류 연구가 수행되었으며, 두 분류 연구에서 서로 다른 결과를 발견했다. 한 연구에서는 이 동물이 방사치류 및 중지류과 함께 단계통군을 형성한다는 것을 밝혀냈다. 다른 연구에서는 대신 이 동물이 마지막까지 생존한 오파비니아류임을 알아냈으며 가장 많이 지지받고 있다. 그러나 이 동물의 진정한 계통은 여전히 논쟁에 빠져 있다. 이는 오파비니아류의 전체 형태가 한때 생각했던 것보다 훨씬 더 길었다는 것을 보여준다.
|  | 미에리두린 (캐슬 뱅크 (영국 웨일스) 표본)             |
|  |                                                       |
|  | \| \| 방사치목 \| \| \| \| \| \| 중지동물 \| \| \| \| |
|  |                                                       |
|  | 방사치목                                              |
|  |                                                       |
|  | 중지동물                                              |
|  |                                                       |

|  | 방사치목 |
|  |          |
|  | 중지동물 |
|  |          |

|  | 미에리두린 (캐슬 뱅크 (영국 웨일스) 표본)             |
|  |                                                       |
|  | \| \| 방사치목 \| \| \| \| \| \| 중지동물 \| \| \| \| |
|  |                                                       |
|  | 방사치목                                              |
|  |                                                       |
|  | 중지동물                                              |
|  |                                                       |

|  | 방사치목 |
|  |          |
|  | 중지동물 |
|  |          |

## 중요성
미에리두린의 발견 이전에는 아이기로카시스, 프세우도앙구스티돈투스, 스킨데르하네스 등의 후르디아과 방사치류가 캄브리아기를 지나 살아남은 유일한 공하강이었을 것으로 여겼다. 이 동물은 공하강이 캄브리아기 이후에 이전에 알려진 것보다 종이 더 다양하고 풍족했었을지도 모름을 보여준다. 만약 이 동물이 오르도비스기 중기까지 더 오랫동안 생존한 이 동물이 오파비니아류로 판명되면 그것은 오르도비스기 중기까지 훨씬 더 오래 살아남았고 캄브리아기에는 멸종하지 않았다는 뜻이겠다.
현재 캐슬 뱅크에서 발견한 또 다른 화석 절지동물(NMW.2021.3 G.8)이 있는데, 미에리두린과 닮은 구석이 있다. 이 동물은 미에리두린보다 한참 더 작으며 몸 구조가 약간 차이가 있다. 이 동물은 2022년 논문에서 명명되지 않은 채 기재되었는데, 이유는 표본의 특성이 수수께끼에 싸여 있어서이다. 해당 표본이 다른 절지동물의 유생 단계와 유사한 특정 특성으로 인해 미에리두린의 유생 단계에 해당할 것으로 사료된다. 그러나 이 표본은 독특한 외형 때문에 완전히 별개의 속과 종에 해당한다는 의견도 있었다.

### 내용주
1. ↑  후자의 선택이 맞다면 미에리두린은 한때 생각했던 것보다 4천만 년 이상 더 오래 생존한 오파비니아류임을 의미한다,
2. ↑  방사치류의 H 요소와 비슷한 것

### 참고주
1. 1 2 3 4 5 6 7 8  Pates, S.; Botting, J. P.; Muir, L. A.; Wolfe, J. M. (2022). “Ordovician opabiniid-like animals and the role of the proboscis in euarthropod head evolution”. 《Nature Communications》 (1): 13. doi:10.1038/s41467-022-34204-w. PMC 9666559. PMID 36379946.
2. 1 2  Pates, Stephen; Wolfe, Joanna M.; Lerosey-Aubril, Rudy; Daley, Allison C.; Ortega-Hernández, Javier (2022년 2월 9일). “New opabiniid diversifies the weirdest wonders of the euarthropod stem group”. 《Proceedings of the Royal Society B: Biological Sciences》 289 (1968): 20212093. doi:10.1098/rspb.2021.2093. PMC 8826304. PMID 35135344.
3. ↑  Briggs, Derek E. G. (2015년 4월 19일). “Extraordinary fossils reveal the nature of Cambrian life: a commentary on Whittington (1975) 'The enigmatic animal Opabinia regalis, Middle Cambrian, Burgess Shale, British Columbia'”. 《Philosophical Transactions of the Royal Society B: Biological Sciences》 370 (1666): 20140313. doi:10.1098/rstb.2014.0313. PMC 4360120. PMID 25750235.
4. ↑  Whittington, H. B. (June 1975). “The enigmatic animal Opabinia regalis, Middle Cambrian Burgess Shale, British Columbia”. 《Philosophical Transactions of the Royal Society B》 271 (910): 1–43 271. Bibcode:1975RSPTB.271....1W. doi:10.1098/rstb.1975.0033. JSTOR 2417412. Free abstract at Whittington, H. B. (1975). “The Enigmatic Animal Opabinia regalis, Middle Cambrian, Burgess Shale, British Columbia”. 《Philosophical Transactions of the Royal Society B》 271 (910): 1–43. Bibcode:1975RSPTB.271....1W. doi:10.1098/rstb.1975.0033.
5. ↑  Ortega-Hernández, Javier; Janssen, Ralf; Budd, Graham E. (2017년 5월 1일). “Origin and evolution of the panarthropod head – A palaeobiological and developmental perspective”. 《Arthropod Structure & Development》. Evolution of Segmentation (영어) 46 (3): 354–379. doi:10.1016/j.asd.2016.10.011. ISSN 1467-8039. PMID 27989966.
6. ↑  Ortega‐Hernández, Javier (2016). “Making sense of 'lower' and 'upper' stem-group Euarthropoda, with comments on the strict use of the name Arthropoda von Siebold, 1848”. 《Biological Reviews》 (영어) 91 (1): 255–273. doi:10.1111/brv.12168. ISSN 1469-185X. PMID 25528950. S2CID 7751936.
7. ↑  Van Roy, Peter; Briggs, Derek E. G. (2011). “A giant Ordovician anomalocaridid”. 《Nature》 (영어) 473 (7348): 510–513. doi:10.1038/nature09920. ISSN 1476-4687. PMID 21614078. S2CID 205224390.
8. ↑  Gabriele Kühl; Derek E. G. Briggs; Jes Rust (2009). “A great-appendage arthropod with a radial mouth from the Lower Devonian Hunsrück Slate, Germany”. 《Science》 323 (5915): 771–773. Bibcode:2009Sci...323..771K. doi:10.1126/science.1166586. PMID 19197061. S2CID 47555807.